# Sec61 Translocon α1
Sec61 Translocon α1 (synonym Sec61α1, Sec61A1) ist ein Transmembranprotein in Wirbeltieren. Es ist Teil des Translocons (Sec61 Translocon) zum Import von Proteinen mit KDEL-Signalsequenz aus dem Zytosol ins endoplasmatische Retikulum.

## Eigenschaften
Sec61 ist bei Wirbeltieren ein Heterotrimer und besteht aus den drei Proteinen Sec61 Translocon α1 (Sec61A1), Sec61B und Sec61G. Sec61 bildet eine Pore mit Verschluss, die für Proteine mit KDEL-Signalsequenz geöffnet wird. Sec61 Translocon α1 bindet Ribosomen, wodurch Proteine direkt während der Translation (durch cotranslationalen Proteintransport) an das endoplasmatische Retikulum weitergereicht werden. Sec61 Translocon α1 kann SEC62, SEC63 und HSPA5/BiP binden, die Proteine posttranslational zum endoplasmatischen Retikulum liefern. Sec61 Translocon α1 verhindert den unkontrollierten Ausstrom des sekundären Botenstoffs Ca2+ durch die Pore aus dem endoplasmatischen Retikulum.